# Баблер білочеревий
Ба́блер білочеревий (Pellorneum albiventre) — вид горобцеподібних птахів родини Pellorneidae. Мешкає в Південно-Східній Азії.

## Опис
Довжина птаха становить 14-15 см. Забарвлення переважно оливково-коричневе, горло поцятковане білуватими плямками, живіт білий. Над очима сірі "брови", від дзьоба до очей ідуть сіру смуги.

## Підвиди
Виділяють чотири підвиди:
- P. a. albiventre (Godwin-Austen, 1877) — Бутан, південний Ассам і західна М'янма;
- P. a. ignotum Hume, 1877 — північно-східний Ассам і північна М'янма (гори Мішмі[en]);
- P. a. pusillum (Delacour, 1927) — південний Юньнань, північний Лаос і північний В'єтнам;
- P. a. cinnamomeum (Rippon, 1900) — від центральної М'янми, північно-західного Таїланду і південного Китаю до центрального і південного Індокитаю.

## Поширення і екологія
Білочереві баблери мешкають в Індії, Бутані, Бангладеш, М'янмі, Китаї, Таїланді, В'єтнамі, Лаосі і Камбоджі. Вони живуть у вологих рівнинних і гірських тропічних лісах, в чаганикових заростях і на луках. Зустрічаються на висоті від 280 до 2135 м над рівнем моря.

## Поведінка
Білочереві баблери зустрічаються парами. Вони живляться комахамим, яких шукають на землі. Сезон розмноження триває з квітня по липень. В кладці від 2 до 5 яєць. Білочереві баблери іноді стають жертвами гніздового паразитизму великих зозуль.